# Victor Vlad
Victor Vlad (n. 8 februarie 1889, Lugoj – d. 27 decembrie 1967, Timișoara) a fost un arhitect și inginer constructor român, profesor universitar la Universitatea Politehnica Timișoara. Este cunoscut ca întemeietor al Facultății de Construcții din Timișoara și ca proiectant al mai multor biserici ortodoxe din Banat și Transilvania.

## Studii
S-a născut în familia tâmplarului Troica Vlad. Mama sa, Maria, era lenjerasă. Având rezultate bune la școala generală, tatăl său se hotărăște să-l înscrie la gimnaziul din Lugoj în loc să-l rețină ucenic. Deoarece la sfârșitul clasei a V-a de gimnaziu i s-a cerut maghiarizarea numelui, urmează clasa a VI-a la gimnaziul român din Beiuș și clasele a VII-a și a VIII-a la liceul Andrei Șaguna din Brașov, unde își susține în 1908 bacalaureatul. Apreciind talentul său la desen și înclinarea spre științe, profesorii săi i-au recomandat să devină inginer, însă familia nu avea resursele necesare. Cu un modest ajutor primit de la câteva familii românești din Lugoj (Brediceanu, Rădulescu, Dobrin ș.a.), care ajutaseră și pe alții, în anul 1908 se înscrie la cursurile de arhitectură ale Școlii Tehnice Superioare din Budapesta. Din cauza dificultăților financiare, în anul 1910 este obligat să-și întrerupă studiile și să se angajeze pentru doi ani ca desenator tehnic. Cu economiile făcute și cu un stipendiu primit de la Fundația Gojdu, își reia studiile. Începutul Primul Război Mondial face ca specialitatea sa să nu fie cerută, ca urmare își continuă studiile la Facultatea de Poduri și Șosele (construcții), din aceeași universitate, pe care le va absolvi în 1917, obținând diploma de inginer-arhitect, cu specializarea principală arhitectură, iar cea secundară construcții.

## La Politehnica din Timișoara
Lucrează ca inginer constructor în Maramureș până în anul 1918, când Imperiul Austro-Ungar se prăbușește. După 1 decembrie 1918 Consiliul Dirigent îl numește în Serviciul Tehnic din Sibiu, unde va lucra până în 1920, când este chemat la Timișoara. Aici, se alătură grupului de intelectuali români care acționau pentru înființarea Politehnicii (Stan Vidrighin, Emanuil Ungureanu, dr. Emanuel Cosma, dr. George Dobrin etc.) și la înființarea sa în 15 noiembrie 1920, este numit la recomandarea lui Traian Lalescu profesor suplinitor la Catedra de Geometrie Descriptivă, fiind astfel unul dintre ctitorii Școalei Politehnice. La 1 decembrie 1923 este numit profesor provizoriu, iar la 1 ianuarie 1926 este numit prin Decret Regal profesor definitiv, post pe care îl va deține până la pensionare, în 1962.
La politehnică întocmește caietul de sarcini pe baza căruia Duiliu Marcu va proiecta corpul principal al clădirii politehnicii, al căminului 1MV și a cantinei 1MV, iar el însuși se ocupă de construcția lor, ca diriginte de șantier, împreună cu Constantin C. Teodorescu.
Încă din 1920 propune înființarea în cadrul politehnicii a unei facultăți de construcții. În 1929 înființează Cercul de inițiativă pentru înființarea Facultății de Construcții, al cărui președinte devine, iar Consiliul de Perfecționare Profesională al Școlii Politehnice este de acord în 4 noiembrie 1929, însă va mai trebui să aștepte. În 3 iunie 1932, respectiv 4 decembrie 1940 Victor Vlad înaintează noi memorii, ultimul având succes, Facultatea de Construcții înființându-se în anul 1941, el însuși fiind numit decan la 24 decembrie 1941, funcție pe care o îndeplinește până în 1948 și din nou între anii 1956 – 1961. Din 1948 și până la pensionare va fi șeful Catedrei de Construcții Civile.
La politehnică se preocupă și de aspecte ale vieții sociale, înființând în 1920 Societatea sportivă a studenților Școlii Politehnice, originea lui Poli Timișoara, fiind primul ei președinte.
În 1957 a fost decorat cu Ordinul Muncii cl. a III-a, iar în 1962 a primit titlul de profesor universitar emerit.

## Opera arhitectonică

Palatul Administrativ Timişoara.

A organizat și a fost un lung și de ani președintele filialei Banat a Uniunii Arhitecților din România. A întocmit peste 200 de proiecte pentru diferite edificii.
A contribuit la Palatul Administrativ al Prefecturii Timiș, construit între 1938 – 1943 sub conducerea constructorului Constantin Purcariu, intr-un stil arhitectural modern, combinat cu elemente decorative arhaice la fațadă, capitelurile corintice fiind sprijinite pe coloane lucrate în terasit. Clădirea a fost proiectată inițial în 1933 de arhitectul Matthias Hubert și colaboratorii săi, Cornel Liuba și Edmund Stanzel Corneliu Liuba pentru Școala de fete „Sofia Imbroane”. Schimbându-i-se destinația, Victor Vlad va reface planurile pentru a corespunde noului său caracter, administrativ.
A proiectat Catedrala ortodoxă Înălțarea Domnului din Târgu Mureș, Biserica ortodoxă din Mehala, Biserica ortodoxă din Iosefin, concepute în stil neobizantin și diferite biserici, ca cele de la Jimbolia,, Cuptoare, Anina, Brașov, Izvor, Herendești, Ghiroda, Aradul Nou.

Biserici proiectate de Victor Vlad
Catedrala ortodoxă din Târgu Mureș.
Biserica ortodoxă din Iosefin.
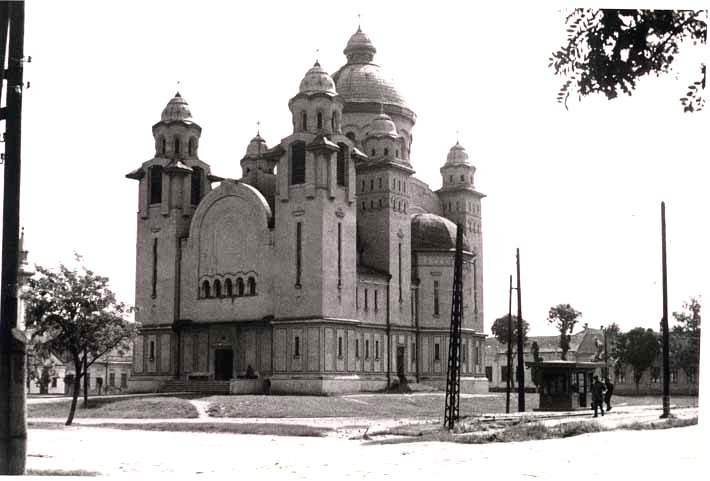
Biserica ortodoxă din Mehala.

## Decorații și premii
Pentru activitatea sa a fost recompensat cu:
- Ordinul Muncii cl. a III-a (1957)[13]
- titlul de „Profesor Emerit al Republicii Populare Romîne” (5 noiembrie 1962) „pentru activitatea îndelungată, contribuție în dezvoltarea științei și merite deosebite în dezvoltarea învățămîntului superior”[14][15]